# Serdab

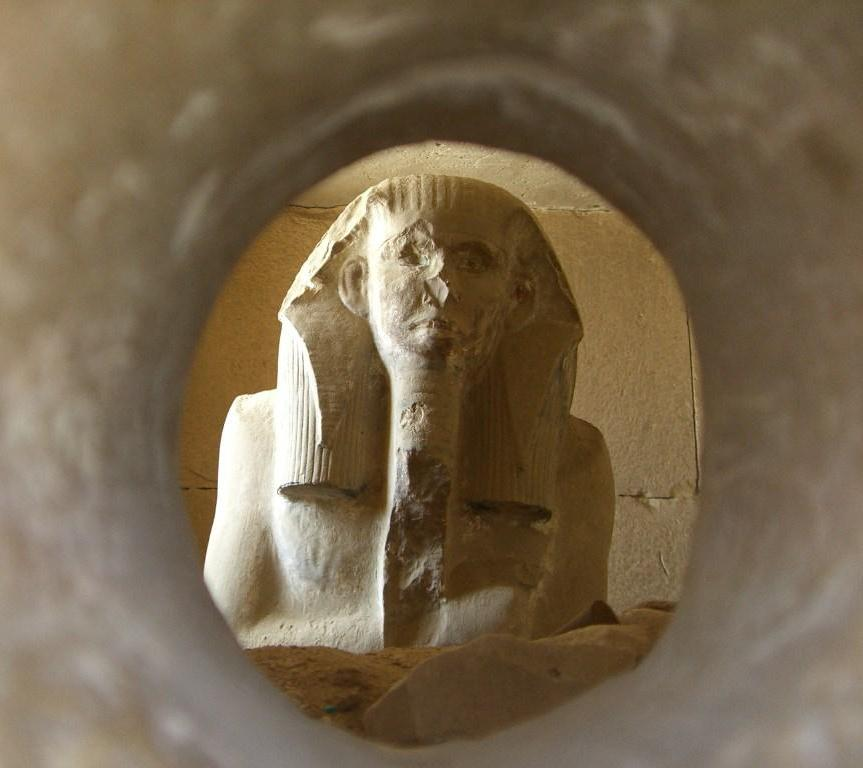
Statua del ka di Djoser visibile attraverso il foro del serdab, pronta a ricevere l'anima del defunto e le offerte ad essa destinate.

Il serdab (cella in Arabo) è una struttura presente nelle tombe dell'Antico Egitto costituita da una camera destinata alla statua raffigurante il Ka, o "spirito vitale", del defunto.
Durante l'Antico Regno il serdab era costituito da una camera sigillata dotata di un foro, o piccola fessura, che permetteva all'anima del defunto di muoversi liberamente.
Questi fori permettevano anche l'introduzione di offerte.